# Conchita (chanteuse)
Pour les articles homonymes, voir Conchita.
María Concepción Mendívil Feito (née le 3 mars 1981 à Helsinki, Finlande), plus connue sous le nom de Conchita, est une auteure-compositrice-interprète espagnole.

## Biographie
Conchita est née en Finlande, bien qu'elle y ait passé très peu de temps. Elle a vécu ses trois premières années en Russie et la plus grande partie de son enfance en France (d'où son bilinguisme français-espagnol),, où elle a été très influencée par la musique de ce pays. Plus tard, elle a vécu trois ans en Allemagne et, à l'âge de quatorze ans, elle est arrivée à Madrid en Espagne,.
En plus de sa carrière musicale solo, elle a annoncé en janvier 2016 sur Facebook la sortie prochaine de la première vidéo Deux oiseaux du groupe qu'elle a formé avec Pablo Cebrián, Chansons d'hiver, dont le répertoire est constitué de chansons en français composées et produites par eux-mêmes. Leur premier EP est sorti le 22 mars 2016 au format numérique.

## Discographie

### Albums
| Année  | Album            | Chart | Ventes / Certifications           |
| Année  | Album            | SPA   | Ventes / Certifications           |
| ------ | ---------------- | ----- | --------------------------------- |
| 2007   | Nada más         | 16    | Ventes Espagne : 80.000 / Platine |
| 2009   | 4.000 palabras   | 10    | Ventes Espagne : 1.600+           |
| 2012   | Zapatos nuevos   | 32    |                                   |
| 2014   | Esto era         | 28    |                                   |
| 2016   | Incendios        | 70    |                                   |
| 2021   | La Orilla        | 7     |                                   |
| 2023 ? | La Bola de Nieve | ?     |                                   |

### EP
- 12 novembre 2010 : Tocando Madera
- 2016 : Prologue

### Singles
| Année | Single               | Album                   | Chart | Chart |
| Année | Single               | Album                   | SPA   | LAT   |
| ----- | -------------------- | ----------------------- | ----- | ----- |
| 2006  | "No dejes de soñar " | High School Musical OST |       |       |
| 2007  | "Tres segundos"      | Nada Más                | 11    |       |
| 2007  | "Nada que Perder"    | Nada Más                | 1     | 32    |
| 2008  | "Je peux être"       | Nada Más                | 5     |       |
| 2008  | "Cuéntale"           | 4.000 palabras          | 28    |       |